# Masonville (Iowa)
Masonville é uma cidade localizada no estado americano de Iowa, no Condado de Delaware.

## Demografia
Segundo o censo americano de 2000, a sua população era de 104 habitantes.
Em 2006, foi estimada uma população de 101, um decréscimo de 3 (-2.9%).

## Geografia
De acordo com o United States Census Bureau tem uma área de
0,9 km², dos quais 0,9 km² cobertos por terra e 0,0 km² cobertos por água. Masonville localiza-se a aproximadamente 311 m acima do nível do mar.

## Localidades na vizinhança
O diagrama seguinte representa as localidades num raio de 20 km ao redor de Masonville.